# Ureasa
L'Ureasa és un enzim que catalitza la hidròlisi d'urea a diòxid de carboni i amoníac. Segons la reacció:
(NH₂)₂CO + H₂O → CO₂ + 2NH₃
El 1926, James Sumner va demostrar que la ureasa és una proteïna. La ureasa es troba en bacteris, llevats, i diverses plantes superiors. L'estructura de la ureasa va ser primer resolta per P.A. Karplus el 1995.

## Característiques
- Zona activa
- Pes molecular: 480 kDa o 545 kDa per a la ureasa de Canavalia ensiformis.
- pH òptim: 7,4
- Temperatura òptima: 60 °C
- Especificitat enzimàtica: urea i hidroxiurea
- Inhibidor enzimàtic: metalls pesants (Pb- & Pb2+)

La presència d'ureasa es fa servir en el diagnòstic d'espècies d'Helicobacter.

## Com prova de diagnòstic
Molts patògens dels tractes gastrointestinals o urinaris produeixen ureasa, per això es pot usar la presència d'ureasa per a detectar la presència de patògens.
Entre els patògens amb ureasa s'inclouen:
- Helicobacter pylori
- Proteus vulgaris
- Certs bacteris entèrics incloent Proteus spp., Klebsiella spp., Morganella, Providencia, i possiblement Serratia spp.
- Ureaplasma urealyticum, relacionat amb Mycoplasma spp.
- Cryptococcus spp., i fongs oportunistes

## Altres usos
Biosensors d'ureasa per detectar ions de metalls pesants